# Birr (valuta)
För andra betydelser, se Birr.
Birr (EB - Birr) är den valuta som används i Etiopien i Afrika. Valutakoden är ETB. 1 Birr = 100 santim.
Valutan infördes 1945 under namnet etiopisk dollar och blev officiellt Birr först 1976 och ersatte den italienska ockupationsmaktens lire som i sin tur 1936 ersatte den tidigare talari från 1894 och fick sitt namn efter det amhariska ordet för silver.

## Användning
Valutan ges ut av National Bank of Ethiopia - NBE som grundades 1906, ombildades 1931 och har huvudkontoret i Addis Abeba.

## Valörer
- mynt: 1 ETB
- underenhet: 1 (ovanlig), 5, 10, 25 och 50 santim
- sedlar: 1, 5, 10, 50 och 100 ETB